# Марікопа (Аризона)
Марікопа (англ. Maricopa) — місто (англ. city) в США, в окрузі Пінал штату Аризона. Населення — 58 125 осіб (2020).

## Географія
Марікопа розташована за координатами 33°2′44″ пн. ш. 112°0′56″ зх. д. / 33.04556° пн. ш. 112.01556° зх. д. (33.045487, -112.015485).  За даними Бюро перепису населення США в 2010 році місто мало площу 123,21 км², з яких 122,95 км² — суходіл та 0,27 км² — водойми. В 2017 році площа становила 111,06 км², з яких 110,81 км² — суходіл та 0,26 км² — водойми.

### Клімат
| Клімат : Марікопа            | Клімат : Марікопа | Клімат : Марікопа | Клімат : Марікопа | Клімат : Марікопа | Клімат : Марікопа | Клімат : Марікопа | Клімат : Марікопа | Клімат : Марікопа | Клімат : Марікопа | Клімат : Марікопа | Клімат : Марікопа | Клімат : Марікопа | Клімат : Марікопа |
| Показник                     | Січ.              | Лют.              | Бер.              | Квіт.             | Трав.             | Черв.             | Лип.              | Серп.             | Вер.              | Жовт.             | Лист.             | Груд.             | Рік               |
| Абсолютний максимум, °C      | 30,0              | 32,2              | 37,8              | 41,1              | 45,0              | 50,0              | 51,1              | 47,2              | 45,0              | 42,8              | 35,0              | 28,9              | 51,1              |
| Середній максимум, °C        | 20,0              | 22,8              | 26,1              | 31,1              | 36,7              | 41,7              | 42,2              | 41,1              | 38,9              | 32,2              | 25,0              | 19,4              | 31,5              |
| Середній мінімум, °C         | 2,2               | 3,9               | 6,7               | 10,0              | 15,0              | 20,0              | 25,0              | 24,4              | 20,0              | 12,2              | 5,6               | 1,7               | 12,3              |
| Норма опадів, мм             | 21                | 23                | 25                | 7                 | 4                 | 2                 | 25                | 24                | 18                | 12                | 15                | 25                | 203               |
| ---------------------------- | ----------------- | ----------------- | ----------------- | ----------------- | ----------------- | ----------------- | ----------------- | ----------------- | ----------------- | ----------------- | ----------------- | ----------------- | ----------------- |
| Джерело: The Weather Channel |                   |                   |                   |                   |                   |                   |                   |                   |                   |                   |                   |                   |                   |

## Демографія
Згідно з переписом 2010 року, у місті мешкали 43 482 особи в 14 359 домогосподарствах у складі 11 110 родин. Густота населення становила 353 особи/км².  Було 17240 помешкань (140/км²).
Расовий склад населення:
| - 70,2 % — білих - 9,7 % — чорних або афроамериканців - 4,1 % — азіатів - 2,0 % — корінних американців - 0,3 % — вихідців з тихоокеанських островів - 8,5 % — осіб інших рас |

До двох чи більше рас належало 5,3 %. Частка іспаномовних становила 24,4 % від усіх жителів.
За віковим діапазоном населення розподілялося таким чином: 32,5 % — особи молодші 18 років, 61,1 % — особи у віці 18—64 років, 6,4 % — особи у віці 65 років та старші. Медіана віку мешканця становила 31,2 року. На 100 осіб жіночої статі у місті припадало 98,5 чоловіків;  на 100 жінок у віці від 18 років та старших — 94,8 чоловіків також старших 18 років.
Середній дохід на одне домашнє господарство  становив 75 212 долари США (медіана — 65 793), а середній дохід на одну сім'ю — 78 007 доларів (медіана — 67 563). Медіана доходів становила 50 955 доларів для чоловіків та 38 819 доларів для жінок. За межею бідності перебувало 8,1 % осіб, у тому числі 9,0 % дітей у віці до 18 років та 9,5 % осіб у віці 65 років та старших.
Цивільне працевлаштоване населення становило 20 373 особи. Основні галузі зайнятості: освіта, охорона здоров'я та соціальна допомога — 18,9 %, науковці, спеціалісти, менеджери — 11,3 %, виробництво — 11,1 %.